# Grand Hôtel Londra
 (août 2023).
Le Grand Hôtel Londra est un hôtel historique, en activité depuis 1861, situé à Sanremo en Italie.

## Histoire
L'hôtel est construit et ouvert en 1861 par l'entrepreneur italien Pietro Bogge sous le nom d'« Hôtel de Londres ». Il est alors fréquenté principalement par une clientèle d'origine britannique. L'hôtel était connu pendant une période entre le XIXe et le  XXe siècle sous le nom de « London Hotel », prenant enfin son nom actuel en 1938.
Tout au long de son histoire, l'hôtel a accueilli plusieurs personnalités illustres, dont le patriote italien Giuseppe Garibaldi, l'écrivain anglais Charles Dickens, le compositeur hongrois Franz Liszt et la poétesse anglaise Caroline Gifford Phillipson,.

## Description
Le bâtiment présente un style éclectique.

## Galerie d'images

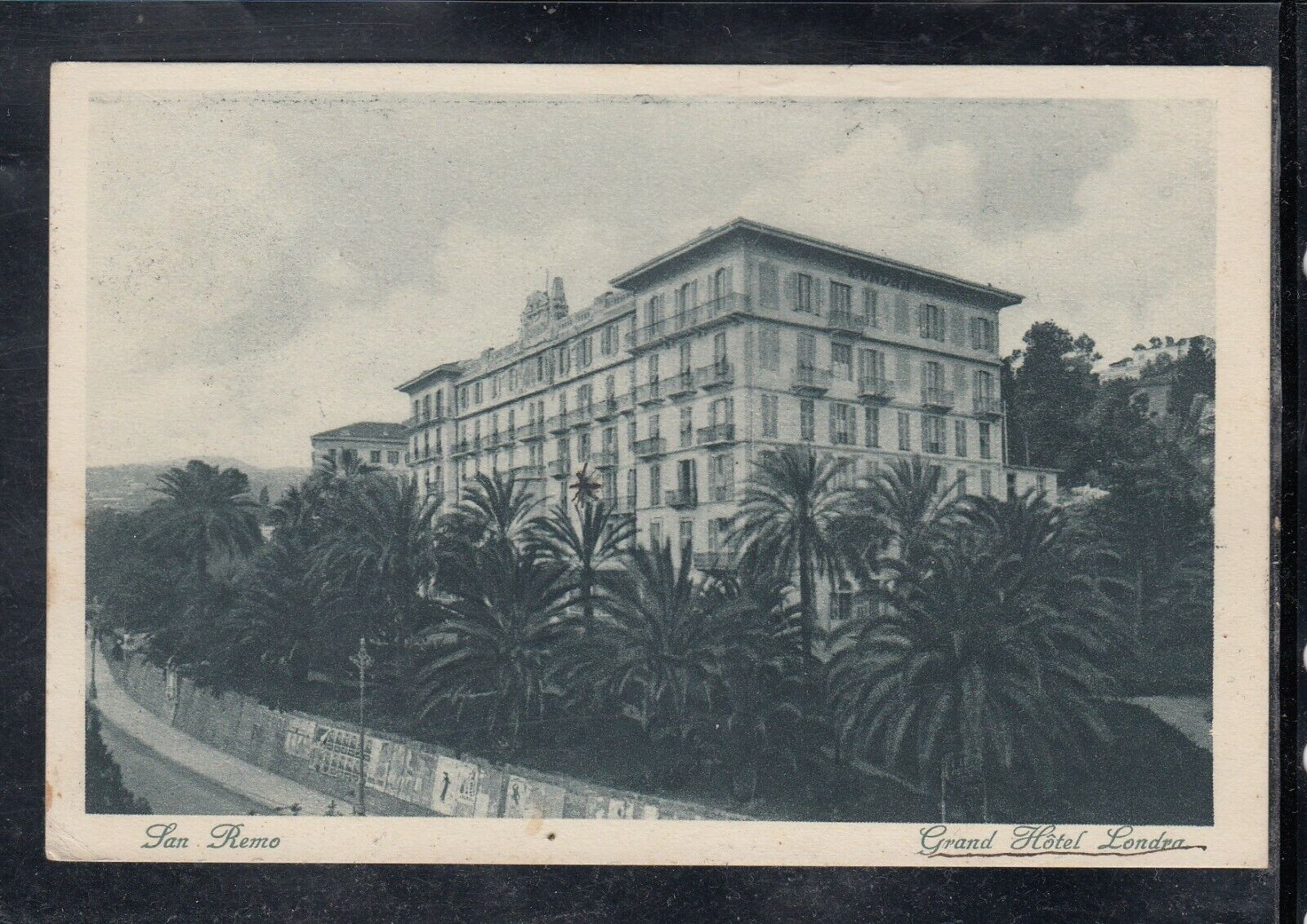
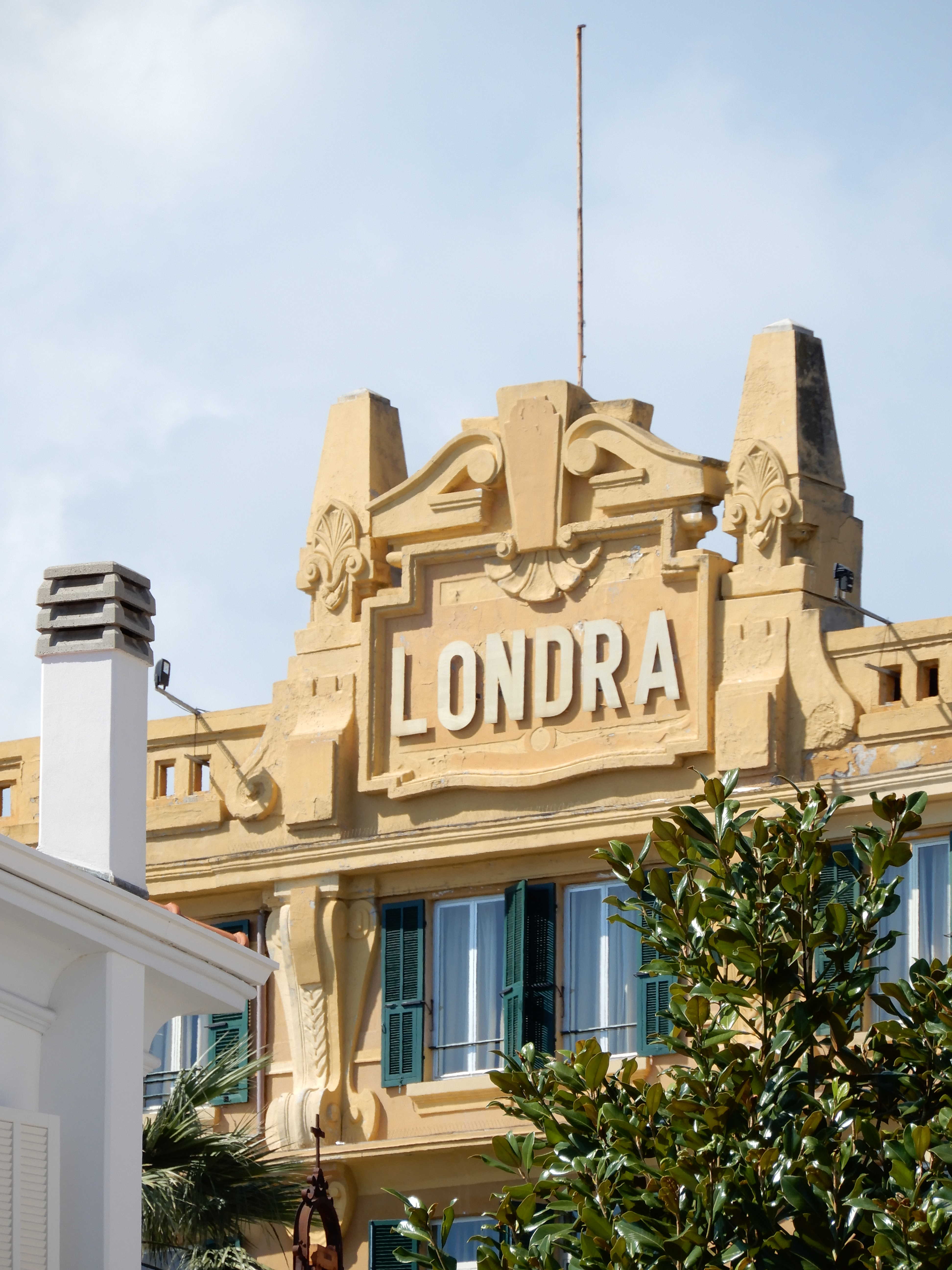
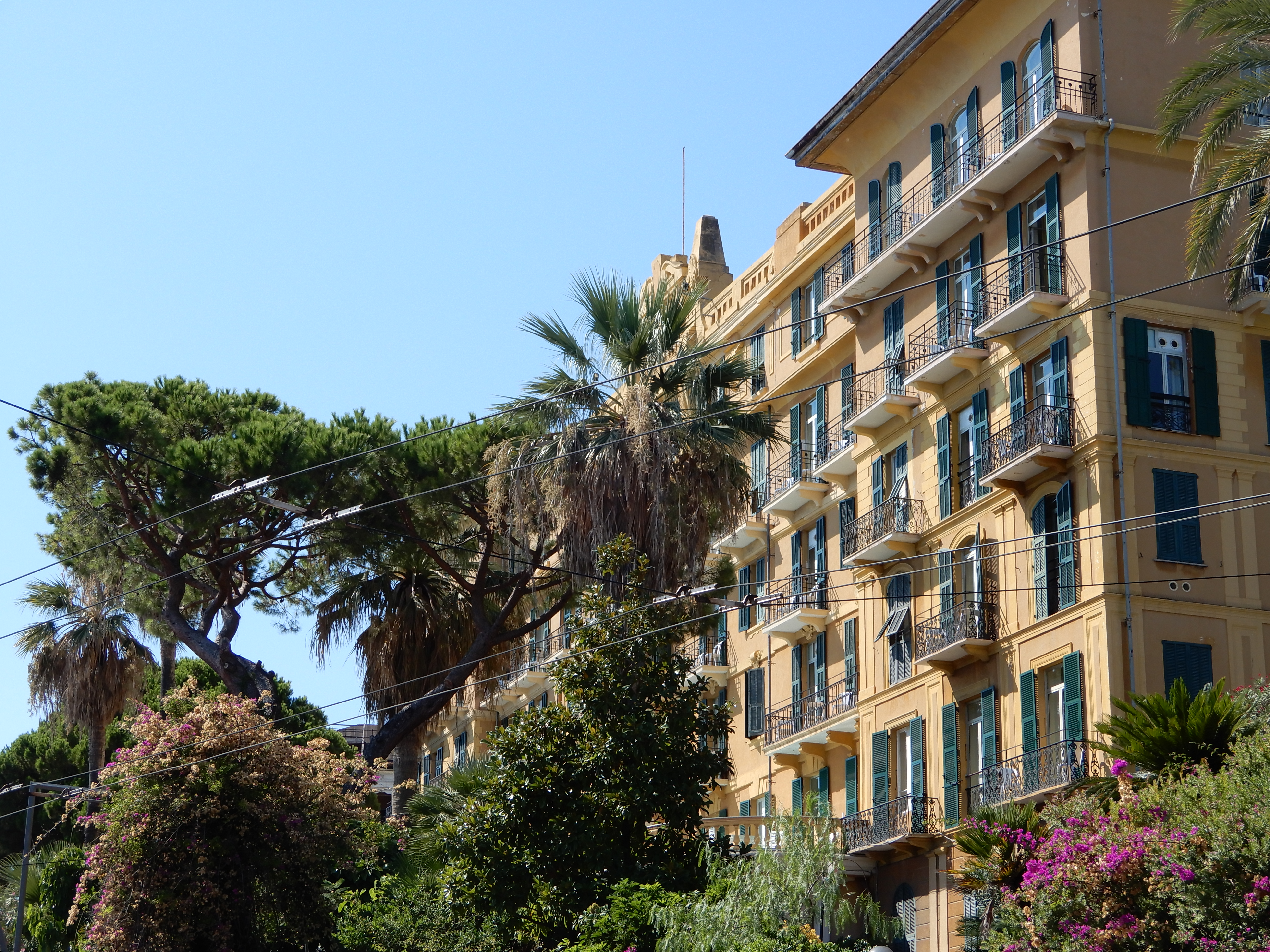